# Se Eu Fosse Você
Se Eu Fosse Você es una película brasileña de comedia romántica de 2006 dirigida por Daniel Filho, es protagonizando por Glória Pires y Tony Ramos es la segunda de tres asociaciones entre Pires y Filho. 

## Sinopsis
Él, un publicista rico exitoso y ella, un profesor de música, así es la vida de Cláudio y Helena que viven discutiendo debido a sus rutinas. Después de otra discusión de la noche ellos comienzan extrañamente a hablar las mismas palabras juntos, y al mismo tiempo cuando se despiertan por la mañana después de eventos tan extraños se dan cuenta de que han cambiado de cuerpo: Claudio está en el cuerpo de Helena y Helena está en el Cláudio.
Tener que lidiar con un evento de este tipo, Helena y Cláudio ahora deben hacerse cargo de la vida del otro y así aprenderán a ver el punto de vista del otro desde un nuevo ángulo que hasta entonces había sido olvidado por ellos.

## Elenco
- Glória Pires, Maria Helena Medeiros
- Tony Ramos, Cláudio Medeiros
- Thiago Lacerda, Marcos
- Lavínia Vlasak, Bárbara
- Danielle Winits, Cibelle
- Patrícia Pillar, Dr. Cris
- Glória Menezes, Vivian Medeiros de Albuquerque "Vivinha"
- Ary Fontoura, Sacerdote Henrique
- Maria Gladys, Cida
- Helena Fernandes, Débora
- Lara Rodrigues, Beatriz "Bia" Medeiros
- Leandro Hassum, Maurício
- Maria Ceiça, Márcia
- Carla Daniel, Regina
- Marcela Muniz, Marília
- Thomas Morkos, Cauê
- Jorge Fernando, Edgar
- Dennis Carvalho, Arnaldo
- Paulo Giardini, Maitre
- Antônia Frering, Tereza
- Iano Salomão, Thiago
- Rafaela Lapuente, Renata
- Mário José Paz, analista de Helena
- Daniel Filho, hombre en baño
- Cleber Salgado, interno

## Premios y nominaciones

#### Prêmio Arte Qualidade Brasil
- Melhor Ator - Tony Ramos (Indicado)
- Melhor Atriz - Glória Pires (Indicada)
- Melhor Filme (Indicado)

- Datos: Q7439765